# Tambak Lekok
Tambak Lekok is een bestuurslaag in het regentschap Pasuruan van de provincie Oost-Java, Indonesië. Tambak Lekok telt 6114 inwoners (volkstelling 2010).